# Banyuroto (Sawangan)
Banyuroto is een bestuurslaag in het regentschap Magelang van de provincie Midden-Java, Indonesië. Banyuroto telt 3761 inwoners (volkstelling 2010).